# Ганна Гостська
Ганна Гойська (Гостська; з роду Козинських; нар. 1530 — пом. 1617) — руська шляхтянка, меценатка, фундаторка Почаївського монастиря, зокрема, заснувала при ньому друкарню.

## Біографія
Походила з давнього руського (українського) шляхетського роду Козинських — відгалуження волинського роду Кирдіїв (дід Гринько Мжачич Козинський в 1494 році обіймав посаду луцького хорунжого. Батько — Тихно Гринькович — у 1513 році згаданий як придворний короля, у 1527 році отримав «експектативу» на Овруцьке староство, яке так і не посів (за іншими даними був овруцьким державцем). Також у 1511 році король Сигізмунд І підтвердив дарування йому «Кліпівщини» та Дичівки в Овруцькому повіті. Ганна як шляхтянка відрізнялася міцним і незалежним характером.
Ярофій Васильович Гостський гербу Кирдій — чоловік Ганни — земський луцький суддя, був богобоязливою православною людиною (помер на поч. 1581). Ганна залишилась одна, дітей не мала, прожила вдовою довгий час. Стала багатою поміщицею: володіла Почаєвом, селами Орля (Урля; нині Вірля — хутір с. Великі Бережці) і Козин (разом із рідним братом Пилипом) поблизу нього. Маєтність мала великі розміри; до Орлянська належали села: Орля, Комнатка, Савичі, Старий Почаїв. Жила в Орлі, де був досить великий кам'яний замок, оточений озером. 1675 року під час польсько-турецької війни татари зруйнували в Орлі замок Гойських, залишивши тільки замчище. Містечно Орля (Урля) було за 13 верст від села Почаїв.
Була глибоко віруючою, відвідувала Почаївську Успенську церкву. Вирішила відновити монастир (існував давно, запустів через набіги татар) та сприяти його розвитку. Відновлення та фундуш для монастиря пов'язані з іконою Чудотворного Образу Божої Матері.
1583 року присілок Біла Криниця належав частково «Ярофієвій Гойський» (4 «дими»).

## Чудотворна ікона

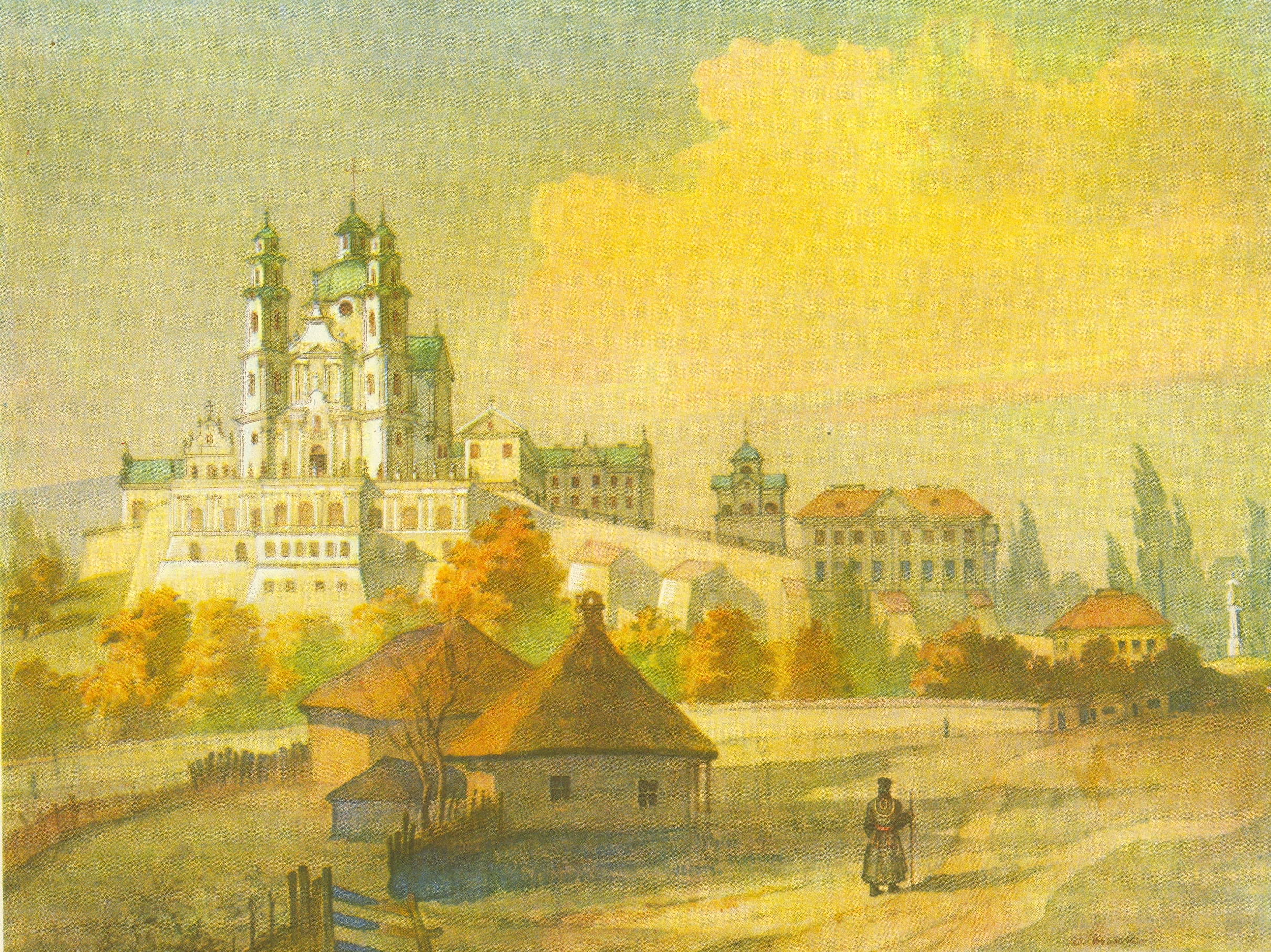
Т. Шевченко «Почаївська лавра»

1559 року грецький митрополит Неофіт, подорожуючи Волинню, спинився на перепочинок в замку шляхтички Ганни Гойської, скориставшись її запрошенням. Мета поїздки — збір коштів на церковні потреби; пробув кілька днів, коли від'їжджав, залишив у подарунок господині Ікону Божої Матері, привезену з Костантинополя. Певно, Гойська дала багату пожертву — митрополит її благословив іконою. Андрій Хойнацький твердить, що митрополит Неофіт був не греком, а слов'янином.
|  | "Ми думаємо, що Неофіт був слов'янином, південнослов'янського походження, а греком він названий по Вірі". |

Про це свідчать і надписи на іконі слов'янськими літерами. Подаровану Ікону Божої Матері Анна розмістила у домашній каплиці, де вона пробула 38 років (1559–1597 рр.). Слуги неодноразово повідомляли її, що періодично від Ікони ллється сильне сяйво. Вона не вірила, поки не побачила це на власні очі. Такою, сяючою, одного разу їй і наснилась ця ікона. Потім ті, хто молився біля Чудотворного Образу Божої Матері, почали зцілятися. До Гостської завітав її брат Пилип Козинський, сліпий від народження; почувши про чудодійну силу ікони, почав молитися біля неї. Кажуть, сталося чудо — він прозрів. Це переконало меценатку не тримати вдома таку ікону: вона перенесла її в Почаївську монашу церкву. Для опіки іконою відновила в Почаєві монастир. 1597 р. відбулось урочисте перенесення ікони з маєтку до старої Успенської Церкви Почаєва.

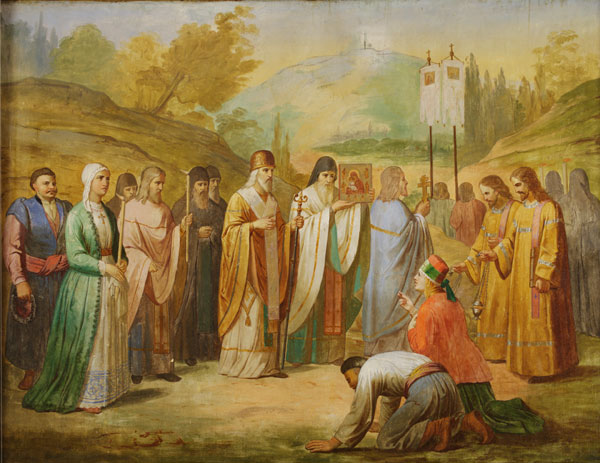
Перенесення ікони із замку Ганни Гойської

На врочистості зібралося багато людей, було запрошено Луцького єпископа, священиків, ченців. 14 листопада 1597 р. Ганна Гостська зробила фундушевий запис на Почаївський манастир, подарувала монастирю великі земельні маєтки та обіцяла щорічно з почаївського маєтку Гойських підносити дари монастирю. На монастир було передано:
|  | «1. Десять волоків орної землі (волок — це 20 десятин), 2. Ліс і сінокос при манастирі, на схід від нього, по дорозі до Крем'янця, 3. Десять кіп литовських грошей щорічно (копа — три карбованці), 4. Шість родин селян на подаровані землі для управи її, і 6. Десятина зо всякого збіжжя свого Почаївського маєтку. Шости родинам селян, приділених до землі, дано по одному волоку, цебто по 20 десятин на родину. Снопова десятина давала озимого 300 кіп, а ярового 600 кіп річно.» |

Своєю чергою поставила умови, щоб у монастирі було 10 осіб: 8 монахів та 2 дяки-причетники. Заповідала збереження православної віри в монастирі, що було дуже важливим в умовах Берестейської унії.
|  | "А Ігумен мусить бути чоловік Християнської Віри Східньої Церкви, Святих Правил нашого Грецького Ісповідання … Судити незгоду в манастирі має Владика не іншого Ісповідання, а тільки Грецького, Східньої Церкви…. А на кожного, хто порушить у чому цю мою волю на некористь цього манастиря, нехай буде на нього анатема і всяке неблагословення з прокляттям». |

Ганна Гойська дала монастиреві міцну матеріальну основу.
Можливо, її порадником був князь Костянтин Острозький. Склавши такий фундушевий запис, Ганна Гойська як фундаторка мала право знайти ігумена для монастиря. На той час між монахами шанувався ігумен Дубенський (Іван Желізо) — поважали як освіченого, чесного, ревного, ініціативного, кмітливого богомольця. Князь Костянтин Острозький випросив його з Угорницького монастиря, допомігши Гойській отримати ігумена, який відповідав її вимогам.

## Доля заповіту Ганни Гойської

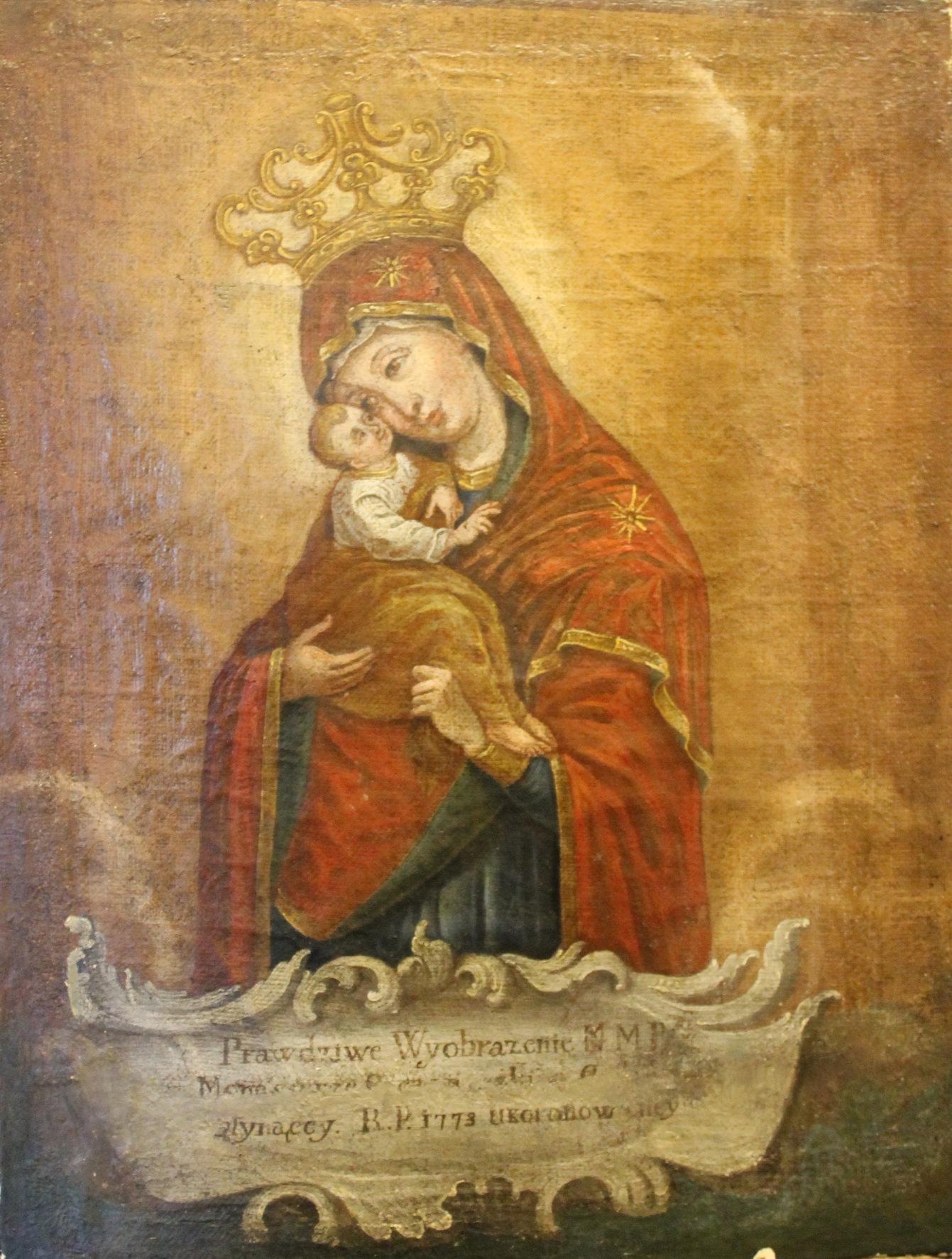
Католицька ікона Почаївської Божої Матері. Друга половина XIX ст. З колекції Музею української домашньої ікони в «Замку Радомисль»

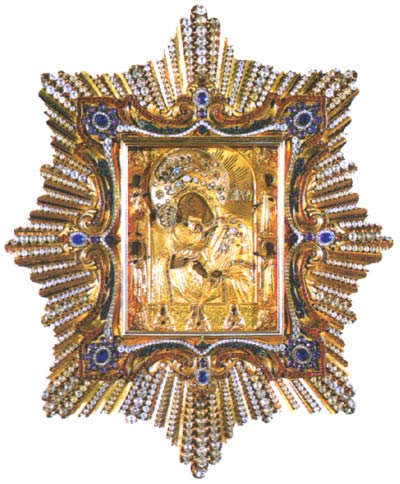
Почаївська ікона Божої Матері

Після смерти першої відомої фундаторки Почаївського монастиря — Ганни Гойської,— за її родинною лінією все майно Гойських дісталося небожеві — сину сестри Варвари (Барбари) з Козинських, внуку маршалка великого коронного, кальвініста Яна Фірлея, магнатові Андрію Фірлею. Андрій Фірлей вирішив забрати собі маєтності, які заповідала Гойська монастирю. За легендами неодноразово вчиняв насильства над обителлю та ченцями у ній.
У монастирі не було води, монахи підвозили воду з джерела від села Старий Почаїв. Андрій Фірлей дав наказ своїм гайдукам не давати монахам можливості підвозити воду, розбиваючи бочки. Тоді отець Іов разом з монахами викопали іншу криницю. Це розлютило Анджея Фірлея, який вчинив черговий напад на монастир, піддавши нарузі чудотворну ікону Божої Матері, забравши її до Козина. Безчинства тривали 25 років, поки отцю Іову не вдалось через судові позови їх припинити, змусити Андрія Фірлея повернути назад до Почаївського монастиря Образ Божої Матері (сталося у 1647 році, коли польські судді були налякані козацьким повстанням під проводом Богдана Хмельницького і поступилися).